# 노경주
노경주(盧敬柱, 1965년 3월 14일 ~ )는 대한민국의 배우이다

## 주요 경력
- 1982년 연극배우 첫 데뷔 이후 이듬해 1983년 MBC 17기 공채 탤런트로 정식 데뷔하였으며 1984년부터 1989년까지 수사반장에 여순경으로 출연하였다.

## 출연 작품
- 수사반장 여순경 역 (1984년 - 1989년 MBC)
- 간난이 (1983년 - 1984년, MBC)
- MBC 베스트셀러극장 종이우산 (1986년, MBC)
- MBC 베스트셀러극장 촌남자 (1987년, MBC)
- 퇴역전선 백영민 역 (1987년, MBC)
- MBC 베스트셀러극장 원색의 거리 (1987년, MBC)
- 내일 잊으리 (1989년, MBC)
- 배반의 장미 정화 역 (1990년, MBC)
- TV손자병법 현미경 역 (1990년, KBS2)
- 겨울이야기 혜경 역 (1991년, MBC)
- 하늬바람 혜경 역 (1991년, KBS2)
- 삼국기 은하 역 (1992년, KBS1)
- 겨울새 (1992년, SBS) - 정민희 역
- 들국화 (1993년, KBS1)
- 오박사네 사람들 경주 역 (1993년, SBS)
- 베스트극장 카사블랑카에서 (1993년, MBC)
- 남자는 외로워 (1994년, KBS2)
- 역사의 라이벌 황진이와 허난설헌 편 황진이 역 (1995년, KBS1)
- 사춘기 영어교사 역 (1995년, MBC)
- 가면 속의 천사 (1995년, KBS2)
- 행복은 우리 가슴에 장미리 역 (1997년, SBS)
- 모델 (1997년, SBS)
- 은비늘 혜라 역 (1997년, KBS2)
- 대왕의 길 대전 대령상궁 민씨 역 (1998년, MBC)
- 제빵왕 김탁구 (2010년, KBS2)
- 영광의 재인 오정혜 역 (2011년, KBS2)
- 참 좋은 시절 이명순 역 (2014년, KBS2)
- 금이야, 옥이야 (2023년, KBS1)

## 영화
- 귀소 (1985년)
- 돈아 돈아 돈아 (1991년)

## 기타 사항
- 1984년 MBC탤런트 공채 17기 탤런트

## 광고
- 1988년 구주제약 엘씨500 (feat 백윤식)